# Nádražní pošta (Brno)

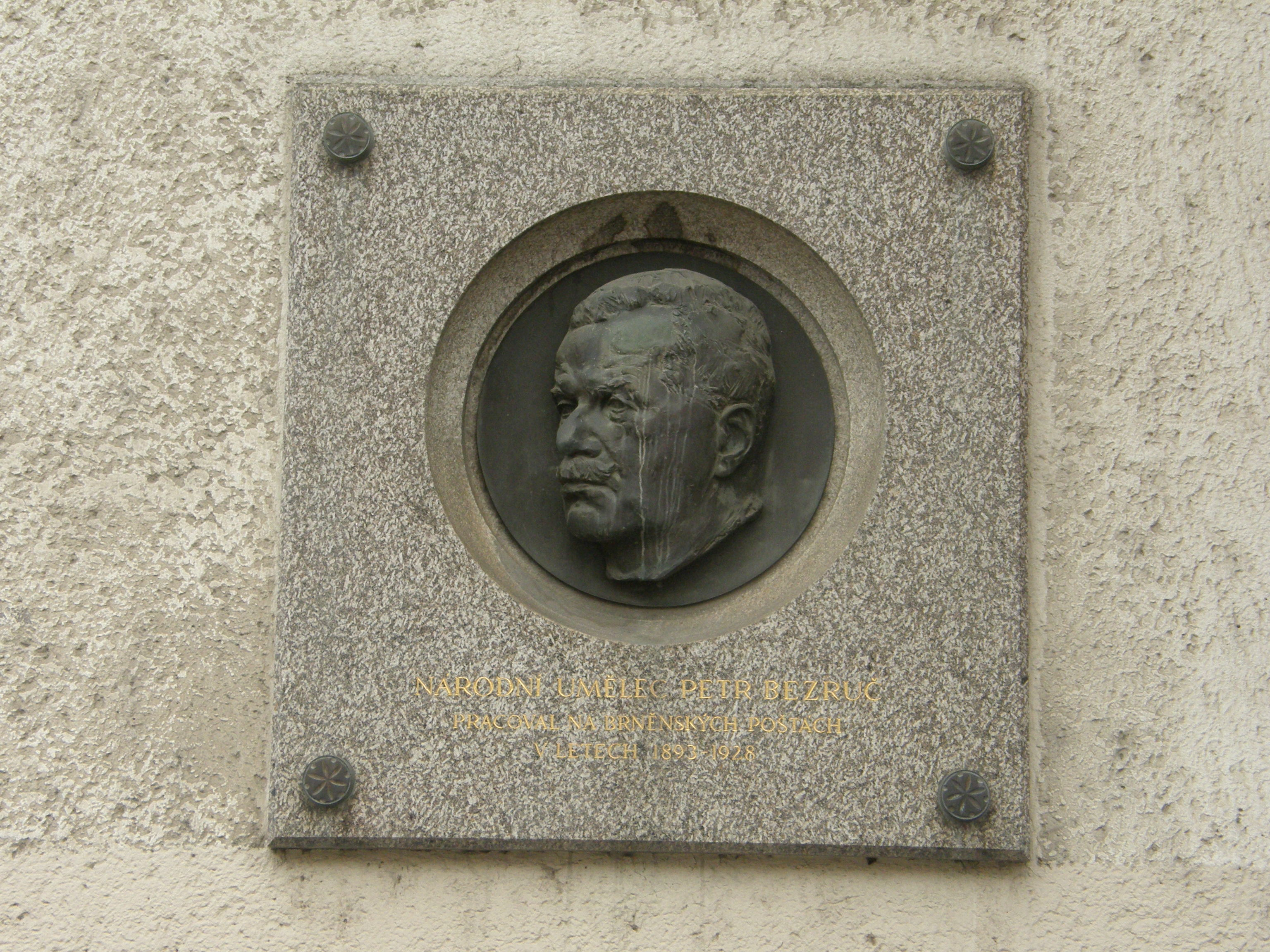
Pamětní deska Petra Bezruče na hlavní poště v Brně

Nádražní pošta je funkcionalistická budova stojící v centru Brna na Nádražní ulici (součásti brněnské Okružní třídy) v památkově chráněném areálu hlavního nádraží, jehož je nepřímou součástí.

## Historie
Budovu vyprojektoval na konci 30. let 20. století na základě vítězného návrhu v architektonické soutěži architekt Bohuslav Fuchs na pozemku obsazeném z části již dříve poštovní budovou. Vzhledem k zamýšlenému přesunu nádraží Fuchs budově navrhl lehkou ocelovou konstrukci, aby byla rozložitelná. Jestli je to ale proveditelné i v 21. století, není jisté. Od 80. let 20. století probíhaly částečné opravy, při nichž však byly také necitlivými zásahy odstraněny prvky původního vybavení. Zejména byly odstraněny pozoruhodné lavice ocelové konstrukce s masivními dubovými sedáky a opěradly. Dlouhodobě se její stav spíše zhoršuje. V devadesátých letech byla původní ušlechtilá, cementová a v celé hmotě (do tmavošeda) probarvená omítka (umělý kámen) natřena nepatřičným disperzním světlým nátěrem. Protáhlost stavebního tělesa reaguje na postavení podél drážního tělesa a na logickou souslednost vnitřního provozu.
Za poštovní budovou se nacházela dvojice vlastních kusých kolejí, kde bývaly přistaveny speciální poštovní vozy. V roce 2019 byla při rekonstrukci nástupišť jedna z kolejí zrušena (v jejím místě byl zřízen chodník pro pěší) a druhá, přístupná z prvního nástupiště, byla upravena pro běžný osobní provoz.
Budova byla ve vlastnictví a v užívání České pošty (pozemek, na kterém budova stojí, vlastní spolu s nádražím České dráhy), která se o ni nedostatečně starala. Kromě opravy oběžného výtahu za 5,5 milionu Kč v roce 2013 (jehož provoz byl kvůli špatnému technickému stavu zastaven v roce 2004) nechala celý objekt zchátrat. Zanedbaná budova se v roce 2018 umístila na prvním místě ankety o největší ostudu Brna organizované redakcí iDNES.cz.
Před rokem 2020 obsloužila nádražní pošta až 50 tisíc zákazníků měsíčně, v roce 2021 však Česká pošta oznámila záměr provozovnu přesunout. Elektronickou aukci na koupi budovy vyhrála v listopadu 2021 společnost Recollect, která nabídla vyvolávací cenu 117 milionů korun. České dráhy, coby vlastník pozemku, na kterém stavba stojí, svého předkupního práva nevyužily. Firma Recollect oznámila, že chce budovu zrekonstruovat „s respektem k funkcionalismu“ a že stavba má být využívána „v souladu s územním plánem a budoucí podobou lokality po přesunu nádraží“. Poštovní pobočka Brno 2 nadále zůstala v budově a v roce 2023 byla druhou největší v Česku. Její provoz pro veřejnost byl ukončen 12. května 2023 a jako náhrada nádražní pošty byla následně zprovozněna nová poštovní pobočka v nedalekém obchodním centru Letmo.
V předválečné době pracoval na brněnské nádražní poště jako vyšší úředník básník Petr Bezruč. Pamětní deska k této události je umístěna u východního nároží budovy.

## Popis
Nádražní pošta je účelová budova odpovídající provozu velkého poštovního střediska. Stavební těleso je protnutím dvou protáhlých kvádrů ležících ve směru delšího rozměru. Ve skutečnosti jde o čtyřposchoďovou stavbu se dvěma suterény. Dojem dvou těles je vytvořen pomocí rizalitu procházející v uličním průčelí přes velkou část délky budovy v prvním, druhém a třetím poschodí. Těleso dosahující pátého poschodí, pak neobsazuje celou délku výchozího půdorysu ale jen jeho dvě třetiny. Tak je dosaženo dojmu rozčleněné tělesnosti při velkém objemu stavby působí budova štíhle. Půdorys je protáhlý (80 × 15 m) v jeho jedné třetině je vstupní vestibul navenek artikulovaný modernisticky dekorativním portikem, ze kterého je poznatelný rukopis Bohuslava Fuchse.
V suterénu (2 podzemní podlaží) je budova konstruovaná ze železobetonu. Nad zemí (5 nadzemní podlaží) má budova ocelovou konstrukci.
V budově se také nachází jeden ze tří funkčních oběžných výtahů typu páternoster v Brně. Pošta jej v roce 2013 nechala opravit do provozuschopného stavu.